# Gang Starr

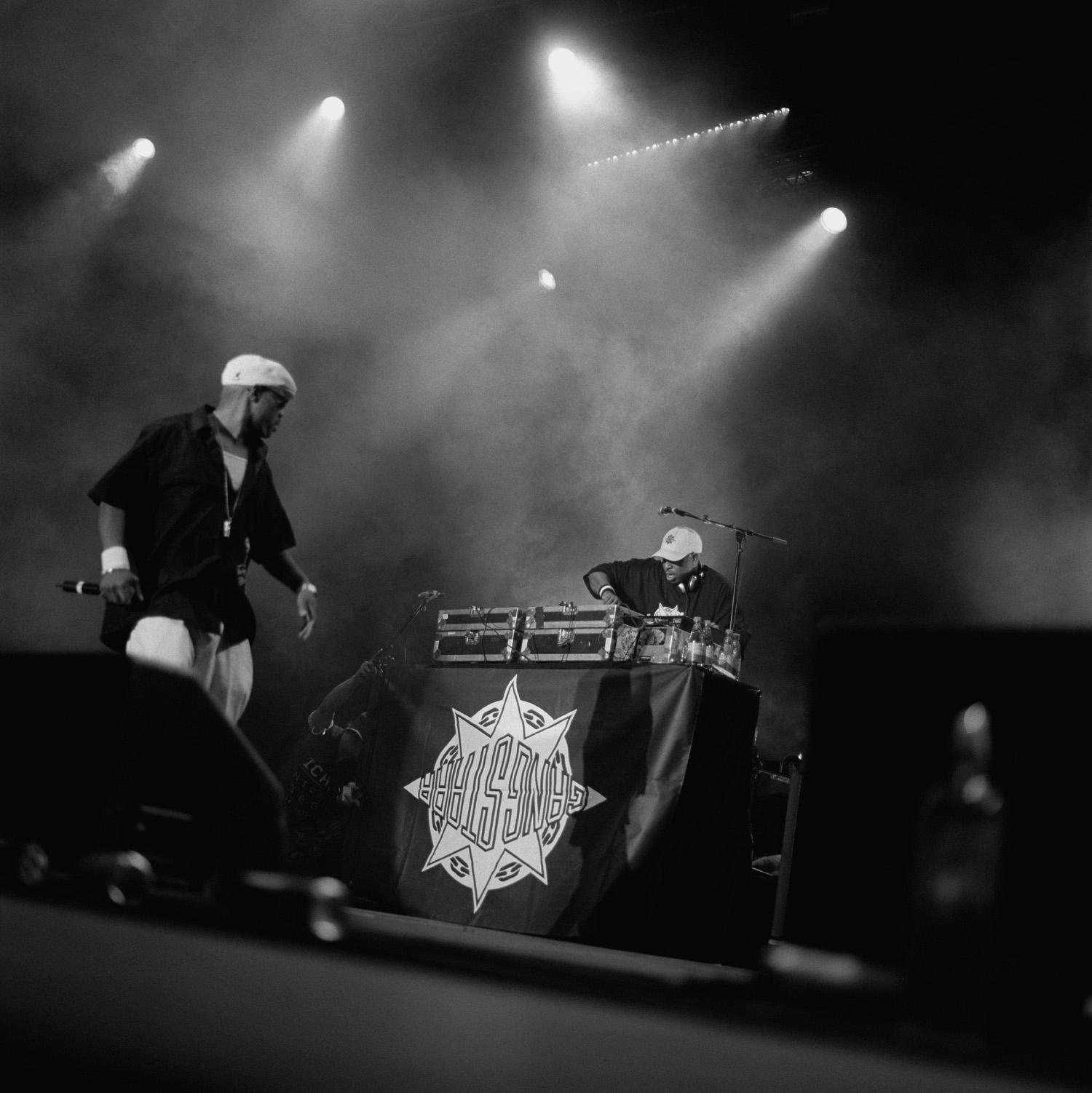
Gang Starr (1999)

Gang Starr fue un dúo estadounidense de rap y house, formado en Brooklyn, Nueva York, en 1986, por MC Guru y DJ Premier. Está considerado como uno de los grupos más influyentes de la década de los 90, al haber sentado las bases del rap de la Costa Este gracias a discos considerados hoy clásicos indiscutibles del estilo como Step in the Arena (1991) o Daily Operation (1992), a través de los cuales reformularon todo el hip hop que se hacía hasta su publicación. También se atribuye al grupo ser uno de los pioneros del jazz rap.

## Colaboraciones
- Lil 'Dap "I'm The Man" (Daily Operation, 1992)
- Jeru The Damaja "I'm The Man" (Daily Operation, 1992)
- Lil 'Dap "Speak Ya Clout" (Hard To Earn, 1994)
- Jeru The Damaja "Speak Ya Clout" (Hard To Earn, 1994)
- Nice & Smooth "DWYCK" (Hard To Earn, 1994)
- K-Ci Hailey "Royalty" (Moment Of Thruth, 1998)
- Jo-Jo Hailey "Royalty" (Moment Of Thruth, 1998)
- Inspectah Deck "Above The Clouds" (Moment Of Thruth, 1998)
- Hannibal "Itz A Setup" (Moment Of Thruth, 1998)
- M.O.P. "B.I. Vs. Friendship" (Moment Of Thruth, 1998)
- Big Shug "The Militia" (Moment Of Thruth, 1998)
- Freddie Foxxx "The Militia" (Moment Of Thruth, 1998)
- Krumbsnatcha "Make Em' Play" (Moment Of Thruth, 1998)
- G. Dep "The Mall" (Moment Of Thruth, 1998)
- Shiggy Sha "The Mall" (Moment Of Thruth, 1998)
- Scarface "Betrayal" (Moment Of Thruth, 1998)
- WC "The Militia - Remix" (Full Clip, 1999)
- Rakim "The Militia - Remix" (Full Clip, 1999)
- The Lady Of Rage "You Know My Steez - Three Man And Lady Remix" (Full Clip, 1999)
- Kurupt "You Know My Steez - Three Man And Lady - Remix" (Full Clip, 1999)
- Krumbsnatcha "Put Up Or Shut Up" (The Ownerz, 2003)
- Jadakiss "Rite Where U Stand" (The Ownerz, 2003)
- M.O.P. "Who Got Gunz" (The Ownerz, 2003)
- Big Shug "Capture (Militia Pt. 3)" (The Ownerz, 2003)
- Freddie Foxxx "Capture (Militia Pt. 3)" (The Ownerz, 2003)
- NYGz "Same Team No Games" (The Ownerz, 2003)
- H. Staxx "Same Team No Games" (The Ownerz, 2003)
- Uncle Reo "In This Life..." (The Ownerz, 2003)
- Snoop Dogg "In This Life..." (The Ownerz, 2003)
- M.O.P. "Lights Out" (One Of The Best Yet, 2019)
- Q-Tip "Hit Man" (One Of The Best Yet, 2019)
- Group Home "What's Real" (One Of The Best Yet, 2019)
- Royce Da 5'9" "What's Real" (One Of The Best Yet, 2019)
- Jeru The Damaja "From A Distance" (One Of The Best Yet, 2019)
- J. Cole "Family And Loyalty" (One Of The Best Yet, 2019)
- Ne-Yo "Get Together" (One Of The Best Yet, 2019)
- Nitty Scott "Get Together" (One Of The Best Yet, 2019)
- Talib Kweli "Business Or Art" (One Of The Best Yet, 2019)
- Big Shug "Take Flight (The Militia Pt. 4)" (One Of The Best Yet, 2019)
- Freddie Foxxx "Take Flight" (The Militia Pt. 4)" (One Of The Best Yet, 2019)

## Carrera
El grupo se fundó en 1987, con Gurú, DJ 1,2 B Down, Mike Dee y varios productores como Donald D, J.V. Johnson o DJ Mark The 45 King. En 1989 Gurú y DJ Premier (trabajando entonces bajo el nombre de Waxmaster C) se unieron por primera vez. Ese mismo año sacarían su primer sencillo, "Words I Manifest", y su primer álbum, No More Mr. Nice Guy, que a diferencia de otros álbumes posteriores (como Step in the Arena) no aborda temas sociales ni políticos, centrándose más en canciones amorosas y presumidas. No More Mr. Nice Guy alcanzó el #83 en la lista de álbumes R&B/Hip Hop de Billboard, y el sencillo "Positivity" llegó al #19 en la lista Billboard's Hot Rap Singles. 
Dos años después, en 1991, llegó el Step in the Arena, con una carga social más marcada. Un año después cayó el tercer álbum, Daily Operation, del que podría decirse que fue su mejor trabajo. El CD presenta el valiente sonido hip hop de principios de los 90’ en Brooklyn. Gurú abarca diferentes temas en sus rimas, nos muestra su profunda inteligencia en temas como "2 Deep" o su afición a fumar marihuana en "Take Two and Pass" o su enfado en "Take It Personal". Todo ello servido por las producciones de primer nivel que ofrecía DJ Premier, que llegó a ser uno de los DJ’s más solicitados de la ciudad. Notorious B.I.G., Nas, Jay-Z, KRS-One, Big L, Jeru The Damaja, Mos Def o M.O.P. fueron algunos que requirieron sus servicios. El tema "I'm the Man" también significó el debut de Lil Dap, de Group Home, y Jeru the Damaja, dos artistas que ganaron credibilidad con esta colaboración. Temas como "Just to Get a Rep," "Step in the Arena," "Take It Personal," y "Soliloquy of Chaos", de estos álbumes, llegaron a ser clásicos underground pero que nunca alcanzaron al público mainstream.
En 1994 saldría a la luz Hard to Earn, confirmando su postura anticomercial total, bien reflejada en el sencillo "Mass Appeal". Después, el dúo no volvió hasta cuatro años después, para retomar el camino en 1998 con Moment of Truth, el álbum con más éxito comercialmente hablando.
Un año después, en 1999, y siguiendo el ejemplo de doble CD de 2Pac, Gangstarr sacó a la venta Full Clip: A Decade of Gang Starr, una colección de grandes éxitos. Conmemorando el décimo aniversario.
Su último disco, llamado "The Ownerz", salió a la venta en 2003 y recibió numerosas críticas positivas, además de acallar los rumores de separación que siempre pesaron sobre Gangstarr, debido a la carrera en solitario de Gurú.
Además de toda la carrera con Gangstarr, Gurú ha desarrollado una carrera en solitario que comenzó en 1993 con el lanzamiento de 'Jazzmatazz, Vol. 1', para sacar dos años después 'Jazzmatazz, Vol. 2: The New Reality'. Su siguiente paso en solitario, tras los discos de Gangstarr 'Hard to Earn' y 'Moment of Truth' lo dio en el año 2000 con 'Streetsoul', siempre con un listado de colaboradores muy respetable. Aparte de los artistas mencionados, Gurú ha colaborado con algunos de los mejores productores de rap como Pete Rock, Alchemist, Ayatollah, Dj Spinna, así como con Ice T, Treach de Naughty by Nature, Killah Priest y Ed O.G.
Con todo lo dicho, nada menos que seis álbumes y un "greatest hits" a sus espaldas, se rumoreó, de nuevo, una posible separación de Gangstarr, cosa que DJ Premier desmintió diciendo que hasta que él no reconociera ese hecho, seguirían juntos.
Tristemente MC gurú murió el 19 de abril de 2010, un excelente representante de cultura hip hop que creó pautas para diferentes raperos a nivel mundial.

## Gang Starr Foundation
Es un colectivo de raperos fundado por The Vikar. Se encargó de sacar a grandes artistas a la luz como Afu-Ra y Jeru the Damaja que, más que tener una relación profesional, encontraron amistad y fuertes lazos que aun hoy en día se demuestran a pesar de estar a casi veinte años de su creación. DJ Premier y Guru, produjeron en gran manera los primeros trabajos de estos artistas. Entre los miembros de la Gang Starr Foundation están:
- Afu-Ra
- Big Shug
- Freddie Foxxx
- DJ Premier
- Guru (fallecido)
- Gang Starr
- Bahamadia
- Krumbsnatcha
- Jeru the Damaja
- Group Home (Lil' Dap, Melachi the Nutcracker)
- Dream Warriors

### Afiliados
- Fabidden
- NYGz
- M.O.P.
- Dj Kanzer
- Ill Niño Familia (Mendoughza, Lae-D Trigga, Kreem.com y bendiga)
- Big L (fallecido)

## Discografía

### Álbumes
- No More Mr. Nice Guy
  - Lanzado: 1989
  - Posición Billboard 200: -
  - Posición R&B/Hip-Hop: 83
  - Ventas en EE. UU.: 53.000
  - Singles: "Words I Manifest"/"DJ Premier In Deep Concentration"/"Here's The Proof"/ "Positivity"/"No More Mr. Nice Guy (Remix)"

- Step in the Arena
  - Lanzado: 15 de enero de 1991
  - Posición Billboard 200: 121
  - Posición R&B/Hip-Hop: 19
  - Ventas en EE. UU.: 287.000
  - Singles: "Just To Get A Rep"/"Who's Gonna Take The Weight?"/"Love Sick"/"What You Want This Time?"/"Credit Is Due"/"Step In The Arena"/"Check The Technique (Remix)"/"Credit Is Due"

- Daily Operation
  - Lanzado: 5 de mayo de 1992
  - Posición Billboard 200: 65
  - Posición R&B/Hip-Hop: 14
  - Ventas en EE. UU.: 297.000
  - Singles: "2 Deep"/"Take It Personal"/"Ex Girl to Next Girl"/"B.Y.S."/"Soliloquy of Chaos"

- Hard to Earn
  - Lanzado: 8 de marzo de 1994
  - Posición Billboard 200: 25
  - Posición R&B/Hip-Hop: 2
  - Ventas en EE. UU.: 389.000
  - Singles: "Code of the Streets"/"Speak Ya Clout"/"DWYCK"/"Mass Appeal"/"Suckas Need Bodyguards"/"The ? Remainz"/"Now You're Mine"

- Moment of Truth
  - Lanzado: 31 de marzo de 1998
  - Certification: Gold
  - Posición Billboard 200: 6
  - Posición R&B/Hip-Hop: 1
  - Ventas en EE. UU.: 500.000
  - Singles: "Royalty"/"You Know My Steez"/"So Wassup?"/"The Militia"

- Full Clip: A Decade of Gang Starr
  - Lanzado: 13 de julio de 1999
  - Certification: Gold
  - Posición Billboard 200: 33
  - Posición R&B/Hip-Hop: 11
  - Singles: "1/2 & 1/2"/"Gangsta Bounce"/"Full Clip"/"DWYCK"/"All 4 Tha Ca$h"/"The ? Remainz", "Discipline"/"Just To Get A Rep"

- The Ownerz
  - Lanzado: 24 de junio de 2003
  - Posición Billboard 200: 18
  - Posición R&B/Hip-Hop: 5
  - Ventas en EE. UU.: 191.000
  - Singles: "Skills"/"Natural"/"Nice Girl, Wrong Place"/"Rite Where U Stand"/"The Ownerz"/"Same Team, No Games"

- Mass Appeal: The Best of Gang Starr
  - Lanzado: 26 de diciembre de 2006
  - Posición Billboard 200:
  - Posición R&B/Hip-Hop:

### Sencillos
- "Word's I Manifest" (1989)
- "Jazz Thing" (1991)
- "Just To Get A Rep" (1991)
- "Lovesick" (1991)
- "Step In The Arena" (1991)
- "Who's Gonna Take The Weight" (1991)
- "Ex Girl To Nex Girl" (1992)
- "Take It Personal" (1992)
- "Code Of The Streets" (1994)
- "DWYCK" (1994)
- "Mass Appeal" (1994)
- "Suckas Need Bodyguards" (1994)
- "You Know My Steez" (1997)
- "The Militia" (1998)
- "Discipline" (1999)
- "Full Clip" (1999)
- "Family and Loyalty" (2019)
- "Bad Name" (2019)